# Жагев
Жагев (идиш Факел‎) или Еврейская Гвардия Свободы (пол. Żagiew, Żydowska Gwardia Wolności) — название организации евреев-коллаборационистов и провокаторов, действовавшей в основном на территории Варшавского гетто во время Второй Мировой войны.

## Деятельность организации
Организация была сформирована варшавским отделением гестапо в конце 1940 года из членов Группы 13 для внедрения агентов в еврейские и польские подпольные организации, в том числе и гуманитарные организации, занимавшиеся помощью евреям. Деятельность Жагева координировал Абрам Ганцвайх. По некоторым данным, численность агентов Жагева, действовавших на территории всей оккупированной Польши, составляла около тысячи человек.
Действуя в глубокой конспирации, члены организации выдавали себя за контрабандистов, благодаря чему они контролировали каналы доставки продуктов питания в Варшавское гетто и имели связи с польским и еврейским подпольем. Основной целью организации было выявление евреев, проживавших за пределами гетто и участников польского сопротивления, скрывавших у себя евреев.
Члены организации стремились внедриться в состав Еврейской боевой организации и Еврейского воинского союза. Агенты Жагева, заслужившие доверие гестапо, получали разрешение на огнестрельное оружие.
Члены организации приняли непосредственное участие в провокационном деле «Hotel Polski», организованном варшавским отделением гестапо, во время которого якобы за отправку в Южную Америку ряд богатых еврейских семей отдавали деньги и драгоценности, после чего поездом вывозились в Освенцим, где были казнены в газовых камерах.
Расформированная в первой половине 1941 года, организация вскоре снова была восстановлена гестапо. Большинство членов организации погибли во время ликвидации Варшавского гетто.